# Брадфорд (Охајо)
Брадфорд (енгл. Bradford) град је у америчкој савезној држави Охајо.

## Демографија
По попису из 2010. године број становника је 1.842, што је 17 (-0,9%) становника мање него 2000. године.
| Група             | 2000.         | 2010.         |
| Белци             | 1.833 (98,6%) | 1.805 (98,0%) |
| Афроамериканци    | 0 (0,0%)      | 4 (0,2%)      |
| Азијати           | 2 (0,1%)      | 3 (0,2%)      |
| Хиспаноамериканци | 6 (0,3%)      | 17 (0,9%)     |
| Укупно            | 1.859         | 1.842         |